# Euxoa mercedes
Euxoa mercedes là một loài bướm đêm trong họ Noctuidae.